# Зубченко Андрій Володимирович
Андрій Володимирович Зубченко (нар. 15 березня 1977, Запоріжжя, Запорізька область, УРСР) — український футболіст, півзахисник. Працював дитячим тренером.

## Кар'єра гравця
Футболом займався з восьми років. Перший тренер — Володимир Ходус. В 11 років продовжив заняття у тренера Володимира Зубкова в футбольному спецкласі. Після закінчення школи уклав контракт із запорізьким «Торпедо». Перші півроку грав в оренді у друголіговому «Вікторі», а 13 березня 1996 року дебютував у вищій лізі за «Торпедо». Тренер «торпедівців» Ігор Надєїн довіряв молодим футболістам, тому вісімнадцятирічний Зубченко з'являвся на полі майже в кожному матчі. Після відходу Надеїна запорізьку команду очолив Віктор Матвієнко, а незабаром його змінив Леонід Колтун. Між цим тренером і Андрієм Зубченко склалися хороші відносини, тому, коли Колтун перейшов до «Дніпра», футболіст пішов за ним. Андрій практично відразу завоював місце в основному складі «дніпрян» і залишився гравцем цієї команди на наступні п'ять років. У 2004 році половину сезону провів у запорізькому «Металурзі».
Всього у вищій лізі зіграв 161 гру.
Після «Металургу» були київська «Оболонь» (2005) та МФК «Миколаїв» (2006), а завершив кар'єру професійного футболіста Андрій у «Дністрі» в 2007 році.
Після завершення кар'єри професійного футболіста продовжив грати в аматорських клубах «Авангард» (2010—2011), «Таврія-Скіф» (2013) та «Россо-Неро» (Запоріжжя) (2014).

## Досягнення
- Вища ліга чемпіонату України
- Бронзовий призер (1): 2001

## Кар'єра тренера
В 2010-х роках працював тренером в СДЮШОР «Металург» (Запоріжжя).